# Phyllis Lambert
Phyllis Barbara Lambert, nascuda com a Bronfman (Mont-real, 24 de gener de 1927) arquitecta canadenca, filantropa i membre de la família Bronfman.

## Biografia
Filla de l'empresari Samuel Bronfman (1889-1971) i Saidye Bronfman (1897-1995), germana de Charles Bronfman (1931-) i Edgar Bronfman Sr. (1929-2013), va néixer i va créixer en Westmount, a les altures de Mont-real. De petita, va crear les seves primeres escultures a l'edat de nou anys. Es va graduar del Vassar College el 1948 i va estudiar a The Study in Westmount.
El 1952, va arribar a França, on es va casar amb l'escriptor Jean Lambert, per divorciar-se poc després. No obstant això, preferirà mantenir el nom Lambert que porta des de llavors.

## Trajectòria
Lambert es va mudar a Nova York el 1954 per aprendre més sobre arquitectura, i es va graduar a l'Institut de Tecnologia d'Illinois el 1963. En la dècada de 1960 va dissenyar el Saidye Bronfman Centre for the Arts a Mont-real. Com a directora de Planificació del Seagram Building, influir perquè Ludwig Mies van der Rohe s'unís al projecte, recomanant també per al disseny del Toronto-Dominion Centre, projecte en el qual va treballar com asesora.
El 1975, va fundar el grup de preservació del patrimoni anomenat Héritage Montréal, del qual va ser la seva primera presidenta des de 1975 fins a 1983.
El 1979, va fundar el Centre Canadenc d'Arquitectura, un museu i centre d'investigació al barri de Shaughnessy Village a Mont-real, i va donar 750 000 accions de Seagram per ajudar a finançar el centre. També ha estat una defensora de la revitalització del districte Shaughnessy Village. El 1989, la Shaughnessy House, una mansió del segle xix que va comprar i va salvar de la demolició, va passar a formar part del Centre Canadenc d'Arquitectura (CCA).
Va ajudar dirigir una batalla reeixida contra un disseny anterior per al Place Montréal Trust a McGill College Avenue, que hauria inclòs una torre d'oficines que tapava parcialment la vista del Mont-Royal. Lambert es va manifestar en les oficines de Cadillac Fairview, del consell formava parte. El seu treball també va incloure ser promotora de la restauració de l'Hotel Biltmore a Los Angeles duta a terme per l'arquitecte Gene Summers.
El 1985 va passar a ser membre de l'Ordre del Canadà i va passar a ser Oficial en 1990, i promoguda a Companya en 2001. En 1985, va ser nomenada Cavaller de l'Ordre Nacional del Quebec, de la qual va ser promoguda a Gran Oficial en 2005. El 1990, Lambert va rebre un Doctorat en Belles Arts a Arquitectura del Institut Pratt. El 1992, va ser nomenada Oficial de l'Ordre de les Arts i les Lletres de França. Té títols honorífics de 26 universitats de Nord Amèrica i Europa.
Va guanyar el Premi Vincent Scully pel National Building Museum el 2006. El director executiu, Chase Rynd, va afirmar que "El Museu està honrat a presentar el seu Premi Vicent Scully de l'any 2006 i donar-lo a Phyllis Lambert per una vida d'èxits destacats en el disseny de l'entorn construït. Des de l'edifici de Seagram a la CCA, al seu treball com a conservacionista i educadora, Phyllis Lambert ha aprofundit el món que construïm per a nosaltres mateixos".
El 2007, un documental sobre Lambert, Citizen Lambert: Joan of architecture, va ser publicat per Filmoption International. La pel·lícula va ser dirigida per Teri Wehn-Damisch.
El 2014 es va anunciar que Lambert rebria el Lleó d'Or en la 14a Biennal d'Arquitectura de Venècia. En 2016, va guanyar el Premi de la Fundació Wolf de les Artes.